# Santiago Solari
Santiago Hernán Solari, född 7 oktober 1976 i Rosario, är en argentinsk fotbollstränare som tränade Real Madrid samt före detta fotbollsspelare. Han kallas även El Indiecito (Den lille indianen).
Solari började sin professionella karriär i Newell's Old Boys. Han spelade även en säsong i amatörlaget Renato Cesarini medan han slutförde sin skolgång.
1996 blev han värvad av storklubben River Plate. Efter tre säsonger i klubben flyttade han 1999 över Atlanten till Spanien och Atlético Madrid. Klubben åkte ur högsta ligan 2000, men Solari hade då imponerat tillräckligt för att bli köpt av "storebror" Real Madrid.
Med Real vann han ligan två gånger (2001 och 2003). Den största triumfen var dock 2002 då han spelade Champions League-final mot Bayer Leverkusen och vann. Efter att ha haft svårt att ta en startplats i laget, han passade inte riktigt in i spelsystemet, såldes han 2005 till Inter i Italien.